# Joplin (cràter)
Joplin és un cràter d'impacte en el planeta Mercuri de 139 km de diàmetre. Porta el nom del compositor estatunidenc Scott Joplin (1868–1917), i el seu nom va ser aprovat per la Unió Astronòmica Internacional el 2012.